# Infamous 2
Infamous 2 (o inFAMOUS 2) è un videogioco sviluppato dalla Sucker Punch Productions e pubblicato da Sony Computer Entertainment, esclusivamente per PlayStation 3. Il gioco è il seguito di Infamous pubblicato nel 2009.
Infamous 2 è disponibile negli Stati Uniti dal 7 giugno 2011 e in Europa dall'8 giugno. Con l'uscita del gioco è anche disponibile un bundle con PlayStation 3 da 320 GB, più la messa in commercio di due nuovi pad di colore blu e rosso, definiti da Sony rispettivamente Cosmic Blue e Crimson Red.
La catena GameStop, con l'uscita del gioco, ha regalato per un tempo limitato un poster laminato da collezione. La stessa offerta è stata introdotta anche per Resistance 3 e Uncharted 3.

## Sviluppo
Le prime informazioni di Infamous 2 sono state diffuse tramite Twitter. Nel mese di aprile 2010, Sony Computer Entertainment registra il dominio internet infamous2thegame.com. Il gioco è stato annunciato ufficialmente dalla rivista Game Informer di luglio 2010.
Dopo aver ricevuto tanti feedback negativi per aver cambiato il look a Cole, Sucker Punch decide di tornare sui suoi passi e alla fine ha confermato che non ci sarà nessun look per Cole, ma ritornerà il vero Cole, protagonista del primo Infamous.
Al GDC 2011 è stato anche rivelato che il gioco avrà un editor di missioni per poter personalizzare e creare le missioni secondarie, che andranno anche a influire sull'allineamento karmico del protagonista.

## Trama
Il gioco è ambientato un mese dopo gli avvenimenti di Infamous: il protagonista del primo gioco, Cole MacGrath, incontra Lucy Kuo, agente dell'NSA e collega di John White, che convincerà lui e l'amico Zeke Dunbar a partire per New Marais, città ispirata a New Orleans, per incontrarsi con il dottor Wolfe, uno scienziato che ha costruito un macchinario in grado di amplificare i poteri di Cole in modo da poter sconfiggere la "Bestia", l'entità annunciata alla fine di Infamous.
InFamous 2 si apre con una massiccia esplosione nella città di Empire City che segna la nascita di un nuovo nemico: la "Bestia". Dopo aver sconfitto la Bestia, Cole se ne andrà dalla città e raggiungerà New Marais. Durante il viaggio, il protagonista verrà a sapere che la "Bestia" non è morta, ha distrutto Empire City e si sta dirigendo verso New Marais, annientando tutto ciò che incontra lungo la costa.
Arrivato a New Marais, Cole scopre che la città è controllata dalla Milizia, un gruppo di soldati comandati dal miliardario Joseph Bertrand, che vanno a caccia di mutanti da giustiziare, rapendo e uccidendo molti innocenti.
In città, Cole riceve l'incarico di recuperare un nucleo esplosivo che, attraversato dalla corrente, amplifica i poteri del Conduit più vicino. Recuperato il nucleo, Cole vedrà il laboratorio di Wolfe saltare in aria ma, fortunatamente, lo scienziato è illeso. Questi consegna a MacGrath l'RFI, un macchinario in grado di distruggere la Bestia, purché Cole sia abbastanza potente da poterlo utilizzare.
Cole dovrà quindi recuperare altri 6 nuclei esplosivi. Ottenuto un nuovo potere, Cole viene a sapere da Kuo che Wolfe è stato rapito dagli uomini di Bertrand. Cole e Kuo riescono a far scappare lo scienziato ma, durante la fuga, un camion della Milizia, scontratosi con il furgone dei tre, riesce a farlo volare in acqua. Cole fortunatamente è illeso, ma la Milizia uccide Wolfe e rapisce Kuo. Recatosi nelle paludi, Cole viene attaccato da dei mostri e incontra una ragazza, Nix, che gli regalerà un nucleo esplosivo, a patto che lui le faccia compagnia mentre sgominano degli uomini della Milizia.
Nel frattempo, Zeke riesce a scoprire che la milizia tiene Kuo prigioniera in una piantagione. Ora, il giocatore potrà scegliere se salvare Kuo facendosi aiutare da dei poliziotti, o se liberarla scagliando un tram pieno di esplosivi dentro la piantagione. Dopo aver salvato Kuo, Cole si reca a ripristinare l'energia ad Ascension Parish.
Ritornata la corrente, Cole scopre che Bertrand ha fatto degli esperimenti su Kuo, donandole il potere di plasmare e controllare il ghiaccio. Assieme, i due recuperano un terzo nucleo esplosivo situato in un cimitero. Più tardi, Cole si reca con Nix in una parte molto profonda delle paludi, dove lei gli racconta il suo passato: usando una Raggiosfera, Bertrand uccise i poveri delle paludi, compresa la madre di Nix, per ottenere dei super poteri.
Zeke trova il quarto nucleo esplosivo: è a Fort Philippe, una roccaforte della Milizia. Per assaltarlo, sarà necessario l'aiuto della resistenza cittadina; anche in questo caso, il giocatore è tenuto a fare una scelta: portare delle medicine agli uomini di Laroche, il capo dei ribelli, oppure convincerli con l'inganno.
Alla fine della missione, si potrà scegliere se ottenere parte dei poteri di Kuo o di Nix. La scelta non influirà sulla trama, anche se altererà il karma. Dopo essersi scambiati i poteri, Cole abbatterà l'elicottero di Bertrand in fuga. Raggiunti i resti del velivolo, Cole non trova Bertrand, ma un gigantesco mostro (il Behemoth) che sta devastando la zona. Dopo averlo sconfitto, Cole scoprirà che il Behemoth altri non era che Bertrand trasformato.
Ora Cole deve riportare la corrente a Flood Town, una zona della città che fu colpita da un'alluvione. Arrivato a Flood Town, Cole dovrà usare il Raggio di Dunbar (un riflettore a raggi UV inventato da Zeke) per friggere i mostri della palude e i suoi poteri per sconfiggere i soldati di ghiaccio, dei Conduit che, proprio come Kuo, possono controllare il ghiaccio. Laroche gli consegnerà poi il quinto nucleo esplosivo. Cole, arrivato al QG di Flood Town, scoprirà da Kuo che l'RFI può curare l'epidemia che sta rapidamente uccidendo migliaia di persone e che, se non curata in fretta, potrebbe diffondersi in tutto il mondo. Cole verrà anche a sapere da Nix che i mostri della palude altro non sono che delle persone trasformate da Bertrand e sotto il suo comando. Cole potrà scegliere se condurre una campagna diffamatoria contro Bertrand, con foto di lui che lo ritraggono mentre trasforma le persone, o se aiutare Nix a prendere il controllo di alcuni mostri della palude.
Nel frattempo, Zeke studia un piano per eliminare la Bestia, (ormai arrivata a New Marais): scagliare una testata nucleare dei miliziani contro di essa. La testata centra in pieno il nemico ma, per qualche motivo, esso comincia a rigenerarsi, nonostante sembri essere stato disintegrato dal missile. 
Ora Cole deve riportare l'energia a Gas Works ma, arrivato all'ultimo trasformatore, Bertrand lo intrappola in una gabbia che inibisce la sua carica elettrica, rendendolo vulnerabile alle pallottole. Quando sembra che per Cole non ci sia più nulla da fare, ecco arrivare Zeke che sgomina i miliziani. Zeke scopre che in un magazzino di Bertrand c'è il penultimo nucleo esplosivo e Cole trova anche una cartella in cui scopre che Bertrand ha intenzione di vendere i soldati di ghiaccio (un tempo soldati umani appartenenti alla potente compagnia mercenaria Vermaak 88) a diversi signori della guerra in tutto il mondo. Mentre Cole manomette le navi che dovrebbero trasportare i Conduit di ghiaccio, riappare John White, che era morto alla fine di Infamous. John dà a Cole il potere di vedere l'epidemia nei civili. Cole scoprirà che John è la Bestia e che uccide per attivare i Conduit, usando i suoi poteri come una Raggiosfera. Tornato al QG, Cole scopre che Zeke è affetto dall'epidemia, e in una forma molto sviluppata. Cole e gli altri riescono a eliminare, con l'aiuto di Laroche, Bertrand. Recuperato l'ultimo frammento esplosivo dal capo dei Conduit di ghiaccio, Cole è in grado di attivare l'RFI, ma scopre che è un ordigno che ucciderà non solo la Bestia, ma tutti i Conduit del mondo, compreso lui stesso.
È arrivato il momento di prendere la decisione finale: Cole dovrà scegliere se allearsi con la Bestia, salvando le poche migliaia di Conduit presenti nel globo e condannando all'estinzione l'umanità, o se uccidere la Bestia e tutti gli altri Conduit (lui compreso), ma garantendo la sopravvivenza di miliardi di umani.
Scegliendo di allearsi con la Bestia, quest'ultima donerà a Cole i suoi poteri, con i quali il protagonista ucciderà tutti i non-Conduit di New Marais, per poi allearsi con i sopravvissuti e completare il suo compito nel resto del mondo.
Se, invece, decide di comportarsi da eroe, Cole ucciderà la Bestia e gli altri Conduit e si sacrificherà, pur di permettere all'umanità di continuare a esistere. In questo caso, alla fine della storia, Cole verrà ricordato come un vero eroe ed eletto Santo Patrono di New Marais. Inoltre Zeke, mentre salpa su di una nave con la salma di Cole per tornare a casa, gli dà un ultimo addio e lo ringrazia per quello che ha fatto, elogiando la grande umanità che ha dimostrato e lo saluta per l'ultima volta con un Ti voglio bene amico mio, mi mancherai. Quando, però, sembra che ormai sia tutto finito, un fulmine che sembra avere la forma di un punto interrogativo scende dal cielo e colpisce la bara dell'eroe, facendo presumere che forse Cole non sia ancora morto.

### Gli Alleati di Cole
- Nix: una ragazza dalle idee chiare: meglio l'approccio diretto senza pensare alle conseguenze. Odia Bertrand e la milizia da quando lui utilizzò la sua famiglia e altri reietti della società per diventare un Conduit, uccidendoli. Inavvertitamente, la stessa esplosione diede i poteri a Nix, che stava osservando la scena. Usa dei poteri legati al fuoco e può teletrasportarsi. Doppiata in italiano da Aglaia Zanetti.
- Lucy Kuo: agente dell'NSA che porta Cole a New Marais, in contrasto con le idee di Nix. Grazie a un esperimento riceve poteri Conduit legati al ghiaccio. Doppiata in italiano da Lorella De Luca.
- Dr. Sebastian Wolfe: un ex scienziato dei Primogeniti. Ha aiutato Kessler a costruire la Raggiosfera, diventandone amico, prima di pentirsene ed entrare in contatto con Kuo. Addirittura, quando incontra per la prima volta Cole, rimane sconvolto affermando che "gli somiglia incredibilmente". Doppiato in italiano da Tony Fuochi.
- Laroche: il capo della resistenza contro la Milizia. Entra in contatto con Cole dopo che il giocatore avrà salvato sua nipote dai Corrotti, a cui era stata data come "sacrificio" dalla Milizia. Doppiato in italiano da Gianluca Iacono.

### Nemici
Durante il corso del gioco, Cole si troverà a combattere diversi nemici:
- Miliziani: sono i primi nemici del gioco; grazie a un filmato di gioco, si può capire che siano la polizia privata di Bertrand. Dopo la comparsa dei primi Corrotti, sono stati acclamati come salvatori dalla popolazione, prendendo facilmente il potere a New Marais. Si dividono in:
  - Miliziani con pistola: sono i più comuni, appaiono incappucciati o con una maschera da hockey;
  - Miliziani con scudo: come i precedenti, ma hanno uno scudo che li protegge dagli attacchi frontali;
  - Miliziani con lanciarazzi: si trovano soprattutto sui tetti e possono danneggiare gravemente o addirittura uccidere il protagonista con un solo colpo diretto;
  - Miliziani con fucile a pompa: molto simili ai primi, ma sparano solo se sono vicini al protagonista, causando danni ingenti;
  - Mitraglieri della Milizia: sono più robusti degli altri soldati e continuano a sparare anche se vengono colpiti. Servono più colpi per sconfiggerli (anche alla testa);
  - Cecchini miliziani: sono appostati sui tetti e possono essere individuati grazie al laser rosso che usano per puntare il bersaglio. Hanno una bassa velocità di fuoco, ma provocano molti danni con un colpo;
  - Elicottero della Milizia: un elicottero munito di mitragliatori e razzi, il modo più semplice per abbatterlo è lanciando un'auto con l'impulso cinetico.

- Soldati di ghiaccio: sono dei semi-Conduit creati da Bertrand usando il potere di Kuo. Ancor prima di incontrarli, si possono trovare in città riferimenti alla Vermaak 88, una compagnia militare privata sudafricana definita dai telegiornali come la più grande al mondo. Avanzando nel gioco, si scopre che sono stati sottoposti a una macchina che, grazie a un nucleo esplosivo, trasferisce parte dei poteri di un Conduit a un altro, e viceversa: tuttavia, non avendo il gene Conduit, sono stati danneggiati sia nel corpo (sottoposto a continue "evoluzioni") che nella mente. Il loro unico obiettivo, quasi un'ossessione, è di utilizzare i nuclei esplosivi per tornare umani. Si possono trovare soprattutto a Flood Town e nei pressi della Torre di ghiaccio a Gas Works; si dividono in:
  - Soldati di ghiaccio con pistola: i più comuni, simili ai miliziani con pistola, possono fare grandi salti lasciando del ghiaccio nel punto da cui sono partiti; nella modalità difficile sono simili ai soldati di ghiaccio con fucile a pompa per statura e resistenza;
  - Soldati di ghiaccio con scudo: come i precedenti, ma possono creare uno scudo di ghiaccio leggermente più debole di quello dei miliziani, ma al contrario di questi se lo perdono possono rigenerarlo. Possono fare grandi salti come i precedenti;
  - Soldati di ghiaccio con fucile a pompa: sono più resistenti degli altri e per colpire corrono fino a trovarsi di fronte al bersaglio lasciando una scia di ghiaccio e illuminandosi di azzurro; i loro colpi provocano molti danni (possono uccidere il protagonista con 2 o 3 colpi);
  - Soldati di ghiaccio con lanciarazzi: come i miliziani con lanciarazzi. Possono fare grandi salti;
  - Corazzieri di ghiaccio: non hanno armi di fuoco, ma creano un'alta colonna di ghiaccio dai loro piedi e colpiscono con raggi congelanti continui. Possono fare grandi salti;
  - Demolitori di ghiaccio: sono uomini di ghiaccio abbastanza robusti ricoperti di ghiaccio che, per attaccare, battono i pugni per terra facendo uscire dal terreno dei pezzi di ghiaccio che percorrono la distanza fino al bersaglio; dopodiché, sollevano questi pezzi di ghiaccio in modo simile all'impulso cinetico del protagonista e li scagliano sul bersaglio. Qualche volta si illuminano di azzurro e corrono verso il bersaglio per colpirlo con un pugno, creando un anello di ghiaccio intorno a sé. Possono fare grandi salti;
  - Titani di ghiaccio: sono più grandi e resistenti dei Demolitori e completamente ricoperti di ghiaccio. Quando li si affronta compare la loro barra di vita in basso come se fossero veri e propri boss. Per attaccare usano i raggi congelanti o lanciano palle di ghiaccio. Per sconfiggerli bisogna colpirli fino a distruggergli entrambe le braccia in modo che si inginocchino e si possa esporgli il punto debole; subito dopo si rigenereranno entrambe le braccia e sarà possibile sconfiggerli definitivamente. Se gli si distrugge un solo braccio e poi si smette di colpirli, si rigenereranno l'arto distrutto e un po' della loro barra della vita si riempirà nuovamente.

- Corrotti: sono caratterizzati da movimenti animaleschi; vengono creati da Bertrand con i suoi poteri da Conduit trasformando persone; si dividono in:
  - Mostri della palude: sono quelli più comuni e simili a persone, si muovono con dei piccoli salti abbastanza veloci e sono piuttosto resistenti; per sconfiggerli è consigliabile usare l'Amplificatore;
  - Gassificatori: sono più simili a dei cani rispetto ai precedenti e al posto della testa si può vedere all'interno di una superficie verde, che esplode quando vengono sconfitti; per l'esplosione che segue la loro morte è consigliabile attaccarli da lontano;
  - Perforatori: sono piccoli e si muovono rotolando, attaccano con dei "proiettili organici" che fanno partire dalla propria schiena; si trovano in presenza di un Signore dell'alveare che li genera, molto raramente si trovano da soli; sono anche in grado di fare grandi salti. Se il protagonista ha il karma "Infame" o ha completato entrambi i finali, ne può chiamare 3 (per evocazione) che lo aiutino, se ha sbloccato questo potere;
  - Devastatori: sono dei Corrotti abbastanza grandi in grado di spostarsi sotto terra; per attaccare possono lanciare dei "proiettili organici" dalla bocca, caricare il bersaglio e immobilizzarlo a terra (in questo caso c'è una probabilità che il bersaglio muoia);
  - Signori dell'alveare: uguali ai Devastatori per forma e attacchi, ma possono anche far spuntare da terra dei bozzoli, che possono essere distrutti prima di schiudersi, da cui nascono i perforatori;
  - Divoratori: sono molto grandi e hanno delle placche violacee su tutto il corpo; l'unico modo per provocare danno a questi nemici è colpirli in bocca quando attaccano; infatti, per attaccare lanciano dei grossi "proiettili organici" che possono colpire anche a grandi distanze o arpionano un unico bersaglio con la lingua (in questo caso il bersaglio potrebbe morire se non si libera). Nella modalità difficile lanceranno 3 "proiettili organici" per volta invece di uno.

### Boss
- Bertrand: ricco industriale di New Marais, si unisce ai Primogeniti. Dopo la morte di Kessler prenderà il controllo sui primogeniti di stanza a New Marais e comincerà i suoi esperimenti, costringendo Wolfe ad aiutarlo. Durante l'ultimo confronto con il giocatore, confessa a Cole di ritenere sé stesso e tutti i Conduit degli abomini, e di aver creato i Corrotti e venduto i Conduit di ghiaccio a signori della guerra perché l'umanità li temesse, distruggendoli tutti. Ma Cole lo smentisce, rinfacciandogli la verità: da fanatico religioso, aveva ottenuto dai Primogeniti la Raggiosfera per diventare un "superuomo luccicante", ma si è ritrovato a essere un "verme alto venti metri". Lo si affronterà in due occasioni: la prima volta verrà definito Behemoth in quanto il protagonista non ne conosce la vera identità; per sconfiggerlo bisogna colpire i suoi punti deboli che si trovano nella bocca, nei gomiti (è possibile colpirli solo quando li espone e cioè quando poggia gli arti superiori a terra per avere maggiore precisione) e nel petto (ce ne sono due e si possono colpire solo quando apre la cassa toracica per far spuntare da terra dei bozzoli normali da cui nascono dei mostri della palude). Prima del secondo scontro ci sarà un mini-gioco in cui bisognerà farsi seguire dal mostro su un furgone e successivamente aggrapparsi a un elicottero.
- Bestia e Kuo: questi boss sono affrontabili solo nel finale buono. Kuo si comporterà come un Corazziere di ghiaccio.
- Nix e Zeke: in questo caso bisognerà prima sconfiggere Nix al posto della Bestia (vostro alleato) e successivamente uccidere Zeke con pochi colpi in un minigioco. Questi boss sono affrontabili solo nel finale malvagio.

## Doppiaggio
| Personaggio            | Doppiatore        |
| ---------------------- | ----------------- |
| Cole McGrath           | Alberto Olivero   |
| Zeke Dunbar            | Paolo De Santis   |
| Lucy Kuo               | Lorella De Luca   |
| Dottor Sebastian Wolfe | Tony Fuochi       |
| Joseph Bertrand III    | Claudio Moneta    |
| Nix                    | Aglaia Zanetti    |
| Rosco LaRoche          | Gianluca Iacono   |
| John White             | Lorenzo Scattorin |

## Editor
Dato che il gioco, anche se costituito da una storia lunga e intrigante e pieno di missioni secondarie, prima o poi finisce, il team Sucker Punch ha sviluppato un editor nel quale i giocatori possono creare a loro piacimento nuove missioni e condividerle con gli altri giocatori online o giocare altre missioni già create.
Le missioni possono essere create da zero o da un modello già preimpostato: tiro al bersaglio, scorta, assassinio, battaglia, ecc.

## Edizioni speciali
- La Special Edition, oltre ad una copia del gioco contiene: una copertina lenticolare 3D ad alta definizione, il potere in edizione limitata Granata stordente, la skin del protagonista, Cole MacGrath, nella versione del primo capitolo della serie, e la versione dorata dell'arma del protagonista, l'Amplificatore[13].
- La Hero Edition contiene, oltre ad una copia del gioco, una statuetta di Cole alta 8,5", uno zaino a tracolla, un album a fumetti, e un voucher per scaricare: il potere in edizione limitata Granata stordente; la skin del protagonista, Cole MacGrath, nella versione del primo capitolo della serie, e del principale antagonista dello stesso, Kessler; la versione dorata dell'arma del protagonista, l'Amplificatore; il potere esclusivo Gancio di fulmini e, infine, la colonna sonora originale del gioco[13][14].

## Accoglienza
La rivista Play Generation diede al gioco un punteggio di 90/100, apprezzando il fatto che fosse più appassionante, più longevo e più spettacolare del primo e la presenza dell'editor di livelli e come contro alcune missioni che erano troppo elementari e ripetitive ed alcune animazioni che non erano il massimo, trovando che le avventure di Cole McGrath avevano compiuto un potente salto in avanti, definendolo uno dei migliori titoli free roaming dell'epoca.

## Citazioni e riferimenti
- Sulla fibbia che regge l'Amplificatore di Cole è presente il simbolo di Sly Cooper, protagonista del gioco Sly Raccoon.
- I titoli dei film sulle insegne dei cinema sono riferimenti ad alcuni giochi di successo: Uncharted Love (Uncharted), Hey Low Reach (Halo Reach), Sly! (Sly Raccoon), Epic Hickey (Epic Mickey), No Need For Speed (Need for Speed), Little Big Unit (LittleBigPlanet), Assassin's Need - Love Too (Assassin's Creed), Latch it and Skank (Ratchet & Clank), Call of Booty (Call of Duty) e Solid Serpent (Metal Gear Solid) .
- Una missione secondaria malvagia si chiama Assassin's Crisi (in originale Assassin's Crisis), ovvio riferimento ad Assassin's Creed.
- Flood Town, prima dell'inondazione, era chiamata Bellevue, come la città della sede di Sucker Punch Productions.
- Poco dopo l'inizio del gioco, all'interno del villaggio nella palude, si può notare un display di un terminale di controllo raffigurante una schermata di errore di una console, un BSOD.
- Tra i trofei del gioco in versione italiana è presente il trofeo "Salirò salirò" nel quale il giocatore dovrà rimanere staccato dal suolo per 130 metri. Il nome di questo trofeo è un chiaro riferimento alla canzone Salirò di Daniele Silvestri.